# 陆小凤之凤舞九天 (2001年电视剧)
《陸小鳳之鳳舞九天》（英語：Master Swordsman Lu Xiaofeng 2）是根據古龙所著的武俠小說《陆小凤》改編而拍攝製作的武俠电视剧，全劇共20集，为新加坡和中国大陆、台湾合拍。作为《陸小鳳之決戰前後》的续集，此劇2001年6月首播。

## 演员表
- 孙耀威 饰 陸小鳳
- 黎姿 饰 韩玲
- 李铭顺 饰 西门吹雪
- 陈泰铭 饰 花满楼
- 马勇 饰 司空摘星
- 林湘萍 饰 叶雪
- 郑浩南 饰 叶孤鸿、老刀把子
- 于荣光 饰 宫九
- 林美贞 饰 沙曼
- 宫晓轩 饰 牛肉汤
- 张佩华 饰 苦瓜大师
- 方季惟 饰 孙秀青
- 胡世达 饰 岳洋
- 常鲁峰 饰 段艺

## 奖项
| 奖项               | 提名     | 结果 |
| ------------------ | -------- | ---- |
| 红星大奖最佳女配角 | 林湘萍   | 提名 |
| 红星大奖最佳主题曲 | 天外有情 | 提名 |

## 外部連結
- 陸小鳳之鳳舞九天百度百科 （页面存档备份，存于）